# يوكتومتر
اليوكتومتر هي وحدة قياس وتساوي جزءاً واحداً من الملليمتر المقسَّم إلى ألف بليون بليون جزء.
أي ما يساوي(2410 أو تُكتب 24^10).